# Panhard & Levassor Type X25
Der Panhard & Levassor Type X25 ist ein Pkw- und Nutzfahrzeugmodell der 1910er Jahre. Hersteller war Panhard & Levassor in Frankreich.

## Beschreibung
Die Fahrzeuge haben einen Ottomotor mit dem Motorcode „SU4E“. Die „4“ steht für die Anzahl der Zylinder.
Der Vierzylinder-Reihenmotor hat 80 mm Bohrung, 140 mm Hub und 2815 cm³ Hubraum. Er wurde auch 12 CV genannt. Besonderheit ist eine „Flector“ genannte Art der Kraftübertragung des Frontmotors zur Hinterachse, bei der elastische Gummielemente die üblichen Gelenke einer Kardanwelle ersetzen. Das Getriebe hat vier Gänge.
Der Radstand beträgt zwischen 277 cm und 313 cm.
Bekannt sind die Karosseriebauformen Tourenwagen, Limousine und Pullman-Limousine.
Die Pkw-Produktion lief von März 1914 bis Januar 1918. In den einzelnen Kalenderjahren wurden 446, 288, 145, 0 und 2 Fahrzeuge hergestellt. Zusammen sind das 881 Fahrzeuge, von denen 75 exportiert wurden.
Vorgänger war der Type X21.
Eine rote Limousine, die früher für die Feuerwehr in Pontgouin im Einsatz war, steht in einem französischen Feuerwehrmuseum.

## Nutzfahrzeuge
Von 1914 bis 1915 gab es Nutzfahrzeuge auf dieser Basis. Bekannt sind Ausführung als Fahrgestell, Kastenwagen, Krankenkraftwagen und Lastwagen. 292 Fahrzeuge wurden gefertigt und keines exportiert.